# سامانثا هاميلتون
سامانثا هاميلتون (بالإنجليزية: Samantha Hamilton)‏ هي لاعب كرة قاعدة أسترالية، ولدت في 8 أبريل 1973 في ملبورن في أستراليا.